# Било једном у Србији
Било једном у Србији је српски играни филм из 2022. године, у режији Петра Ристовског, а по идеји Звонимира Шимунеца, чија jе премијера била у Лесковцу 6. марта 2022. године.
Паралелно са филмом снимљена је и истоимена телевизијска серија од 8 епизода, која је емитована током 2022. године на РТС-у.

## Радња
Ово је топла људска прича смештена између два светска рата у градић Лесковац, у коме се необичним сплетом околности догоди право чудо и изгради историја тог малог места где станују велики људи...
Радња филма смештена је две године након Првог светског рата, кад Дине и Цоне, опијени победом и неповратно инфицирани духом слободе и напретка који су осетили у великом свету, враћају у оронули Лесковац: Дине у свој некадашњи биоскоп, а Цоне на сопствену сахрану. Предодређени за губитнике, израстају у хероје.
Цоне, знањем које је стекао у Манчестеру, покреће успешну текстилну индустрију, заврти точак напретка и поново осваја своју вереницу Зорку.
Дине приказује филмове у свом биоскопу и заувек мења укус младих, док Зорка и Ружица лепотом и одлучношћу боје чаршију.
Успут ће уснимити историју да будуће генерације знају како је Лесковац постао највећи мали град.
Надахнута стварним догађајима, замишљено је као романтична, духовита и носталгична прича у којој мали људи постају нада и носиоци промене у Лесковцу, посебно Цоне који зна да је неко место велико, онолико колико су велики људи који живе у њему.

## Улоге
| Глумац              | Улога                  |
| ------------------- | ---------------------- |
| Виктор Савић        | Стојан Јовановић Цоне  |
| Радован Вујовић     | Аћим Прокић            |
| Теодора Ристовски   | Зорка                  |
| Слобода Мићаловић   | Ружица                 |
| Немања Оливерић     | Дине                   |
| Драган Марјановић   | Буре                   |
| Филип Радивојевић   | Доктор Жак Конфино     |
| Мики Манојловић     | Газда Мита             |
| Драган Петровић     | Тонкин                 |
| Зоран Цвијановић    | Трајко                 |
| Иван Бекјарев       | градоначелник Лесковца |
| Петар Петровић      | Трговац                |
| Андрија Стојилковић | Штигланче              |
| Марко Радојевић     | Тонкин млађи           |
| Јелена Михајловић   | Мица                   |
| Никола Стошић       | Мађарски трговац       |
| Мира Бањац          | Деска                  |

## Занимљивости
- Снимања су почела почетком септембра 2020. и требало су да трају 2 месеца на локацијама у Ветерници код Лесковца затим Вучју, Власотинцу, Грделици. Пошто се један од глумаца разболео од коронавируса, снимање је прекинуто и наставак је довршен током 2021. године.

- Филм је требало првобитно да режира ТВ редитељ Иван Стефановић али услед неслагања с продуцентима око глумачке поделе, повукао се самоиницијативно из овог пројекта.

- Ово је последња филмска улога Ивана Бекјарева.